# Línguas nyo
As línguas Nyo são um grupo de aproximadamente 35 a 50 línguas que formam uma das duas principais subdivisões da família linguística kwa. Situam-se no sul da Costa do Marfim e Gana. Incluem as línguas akan (com mais de 80 milhões de falantes), anyi e baúle (com quase três milhões de falantes, a maior parte dos quais situados na Costa do Marfim), além das línguas guangue, com aproximadamente meio milhão de falantes, a maioria dos quais em Gana.